# Marko Ivan Rupnik
Marko Ivan Rupnik (* 28. listopadu 1954 Zadlog, Idrija) je slovinský výtvarník, teolog, kněz a bývalý jezuita.

## Život
Do řádu Tovaryšstva Ježíšova vstoupil v roce 1973. Nejprve studoval v Lublani filozofii a v roce 1977 se zapsal na Akademii výtvarných umění v Římě. Když v roce 1981 dokončil studium na Akademii výtvarných umění, začal studovat teologii na Papežské gregoriánské univerzitě v Římě. V roce 1985 přijal kněžské svěcení. Pokračoval však dále ve studiích na gregoriánské univerzitě a specializoval se na misiologii. Na gregoriánské univerzitě v roce 1991 získal doktorát v oboru misiologie. Poté od září roku 1991 žil a pracoval v Římě v Centro Aletti, jehož byl v letech 1995–2020 ředitelem. Jako vysokoškolský pedagog vyučuje na Papežské Gregoriánské univerzitě, Papežském liturgickém institutu sv. Anselma a pořádal semináře a přednášky v mnoha jiných evropských akademických institucích. Od roku 1999 se stal konzultantem Papežské rady pro kulturu. Řadil se k žákům a následovníkům českého jezuity Tomáše kardinála Špidlíka, s nímž řadu let úzce spolupracoval.

## Dílo
Jako umělec je autorem mozaiky v bazilice sv. Pia v San Giovanni Rotondo. Jeho díla se však nacházejí v mnoha zemích, např. v mariánských svatyních v Lurdech a Fatimě. Také kapli Redemptoris Mater ve Vatikánu nebo sarkofág Tomáše Špidlíka na moravském Velehradě zdobí jeho mozaika. V březnu 2022 bylo v presbytáři českobudějovické katedrály sv. Mikuláše instalováno 6 tapiserií o rozměrech 282 cm × 234 cm, každá z nich zobrazuje jeden ústřední motiv z knihy Zjevení svatého Jana doplněný třemi menšími výjevy (94 cm × 78 cm) ze Starého či Nového Zákona, jichž je Rupnik autorem.
Je autorem řady knih a studií, z nichž mnoho bylo přeloženo do češtiny a vyšlo často v nakladatelství Refugium.

## Kontroverze
Marko Rupnik čelí obviněním ze sexuálního zneužívání řeholnic. Jezuitský řád zahájil předběžné vyšetřování na podzim 2018. V roce 2019 Kongregace pro nauku víry konstatovala, že v rozporu s kánonem 977 CIC udělil rozhřešení spolupachatelce hříchu proti 6. přikázání Desatera, čímž upadl do exkomunikace latae sententie podle kánonu 1378 CIC. Exkomunikace byla následně dekretem kongregace zrušena.
V roce 2021 zahájila generální kurie Tovaryšstva Ježíšova předběžné vyšetřování, jehož výsledky byly v lednu 2022 zaslány Kongregaci pro nauku víry s doporučením k zahájení trestního řízení. V říjnu 2022 Dikasterium (dříve Kongregace) pro nauku víry konstatovalo, že se jedná o promlčený případ. Omezení duchovní služby, uložená jezuitským řádem, ale zůstala v platnosti po dobu jeho působení v řádu. Z Tovaryšstva Ježíšova byl propuštěn na vlastní žádost 14. června 2023.